# Rodrigo Leão
Rodrigo Pimentel Souza Leão, noto anche con lo pseudonimo di Rodriguinho (Rio de Janeiro, 5 giugno 1996), è un pallavolista brasiliano, schiacciatore del Sada.

## Palmarès

### Club
- Campionato brasiliano: 6

2014-15, 2015-16, 2016-17, 2017-18, 2021-22, 2022-23
- Coppa del Brasile: 7

2016, 2018, 2019, 2020, 2021, 2022, 2023
- Supercoppa brasiliana: 6

2015, 2016, 2017, 2021, 2022, 2024
- Campionato Mineiro: 8

2015, 2016, 2017, 2018, 2019, 2020, 2021, 2022
- Campionato mondiale per club: 4

2015, 2016, 2021, 2024
- Campionato sudamericano per club: 9

2016, 2017, 2018, 2019, 2020, 2022, 2023, 2024, 2025

### Nazionale (competizioni minori)
- Campionato sudamericano under 19 2012
- Coppa panamericana under 21 2015
- Campionato sudamericano under 23 2016
- Giochi panamericani 2019

### Premi individuali
- 2015 - Coppa panamericana under 21: Miglior servizio
- 2016 - Campionato sudamericano under 23: Miglior schiacciatore
- 2017 - Campionato sudamericano per club: Miglior schiacciatore
- 2019 - Campionato sudamericano per club: Miglior schiacciatore
- 2022 - Campionato sudamericano per club: Miglior schiacciatore
- 2022 - Superliga Série A: MVP della finale